# Facultad de Arquitectura, Urbanismo y Diseño (Universidad Nacional de Córdoba)
La Facultad de Arquitectura, Urbanismo y Diseño (FAUD), fundada en 1954, es una de las instituciones que dependen de la Universidad Nacional de Córdoba. Nació como la Escuela de Arquitectura, y fue dependiente de la Facultad de Ciencias Exactas Físicas y Naturales, hasta el año de su fundación, en que se independizó como facultad.
Al principio se llamaba Facultad de Arquitectura y Urbanismo, pero cuando se creó la carrera de Diseño Industrial, se cambió el nombre a Facultad de Arquitectura, Urbanismo y Diseño, que es el que lleva hoy.

## Historia
La Escuela de Arquitectura cordobesa data de 1923, dependiente de la Facultad de Ciencias Exactas, Físicas y Naturales. En 1949, siendo Ángel Lo Celso el Decano de la FCEFyN, se elaboró de propuesta de creación de la Facultad de Arquitectura y Urbanismo, aprobada por el Rector Urrutia y el Consejo. El proyecto inició un prolongado trámite ante el Poder Ejecutivo Nacional, que recién aprobó la fundación en 1954, mediante un Decreto.

## Sedes
Cuenta con dos sedes: una en el centro de la ciudad, donde están las oficinas administrativas y algunas aulas de cursado y el aula magna; y la otra en la Ciudad Universitaria, donde se encuentran la mayoría de las aulas de cursado y el auditorio.
La sede «Centro» funciona desde fines de la década de 1950 en Av. Vélez Sarsfield 248, en un edificio que fue adquirido por la UNC en ese momento y al cual se le agregó un segundo bloque para alojar los talleres de cursado. Fue totalmente remodelada en 2001, bajo el Plan Plurianual de Obras, realizándose las siguientes modificaciones: reubicación y ampliación de la biblioteca, creación de un gran hall en el ingreso, refacción integral del edificio con frente a Vélez Sársfield (incluida la fachada y el agregado de una escalera de emergencia sobre ella), y construcción de un puente de circulación que vinculó las dos torres, a nivel del piso 6.
La sede «Ciudad Universitaria» fue concursada en 1974, y los arquitectos Miguel Ángel Roca y Juan Chiavassa fueron los ganadores del primer premio con su proyecto. El equipo propuso un edificio modular de tres pisos, armado por tres “tiras” de aulas y talleres, atravesadas por cuatro ejes de circulación principales, formando una grilla ortogonal. El proyecto avanzó en su documentación durante el año siguiente, bajo el gobierno peronista a nivel nacional.
Sin embargo, el golpe militar de 1976 dejó trunca la iniciativa; y años más tarde se construyó el edificio actual, terminado en 2001 con el agregado del Auditorio o Aula Magna de forma cilíndrica. En 2005 se realizó un nuevo Concurso de Anteproyectos, para la ampliación de la sede ya obsoleta y excedida en capacidad de estudiantes. La UNC eligió la propuesta de los arquitectos Alberto Baulina, Alejandro Cohen Arazi, Cristian Nanzer, Inés Saal y Gaspar Jarrys, y la obra fue realizada por etapas: la primera de ellas se inauguró en marzo de 2013 y comprendió tres aulas taller, dos aulas destinadas al dictado de teóricos y cuatro boxes docentes, mientras que en el primer piso se ubicó la nueva biblioteca de la Facultad y en el segundo un bar y terraza.

## Estructura Académica

### Curso nivelatorio de ingreso
Cuenta con un curso de nivelación común, para ambas carreras destinado a los ingresantes (alrededor de 3000 por año) de cuatro semanas de duración donde se dictan materias relativas a la práctica proyectual y a las técnicas de estudio.

### Carreras de grado
Actualmente cuenta con dos carreras de grado:
- Arquitectura
- Diseño Industrial

#### Arquitectura
El actuialplan de estudios de la carrera esta vigente desde el año 2007 (con modificaciones en 2013) 
La estructura del plan es la siguiente:

'''PLAN DE ESTUDIOS  A R Q U I T E C T U R A   (011-2007)
Curso Nivelador''''
Introducción a la Problemática del Diseño y su Expresión.
Estrategias del Aprendizaje.
'Primer Año'
Introducción a la Historia de la Arquitectura y el Urbanismo.
Sistemas Gráficos de Expresión.
Morfología I
Arquitectura I
Introducción a la Tecnología
Matemática I 
Física
'Segundo Año'
Construcciones I
Instalaciones I
Estructuras I
Historia de la Arquitectura I
Teorías y Métodos
Morfología II
Arquitectura II
'Tercer Año'
Construcciones II
Instalaciones II
Estructuras II
Historia de la Arquitectura II
Matemática II
Morfología III
Arquitectura III
Informática 
'Cuarto Año'
Construcciones III
Estructuras III
Historia de la Arquitectura  III
Urbanismo I
Arquitectura Paisajista
Arquitectura IV
Instalaciones III
'Quinto Año'
Producción y Gestión 
Topografía
Urbanismo II
Equipamiento
Arquitectura V
Estructuras IV
Materia Electiva (Ordenanza HCD 185/10)
Sexto Año
Práctica Profesional Asistida 
Arquitectura VI - Tesis de Grado
Se incorporan módulos de idioma Inglés  y Portugués opcionales una u otra a partir del nivel IV. 

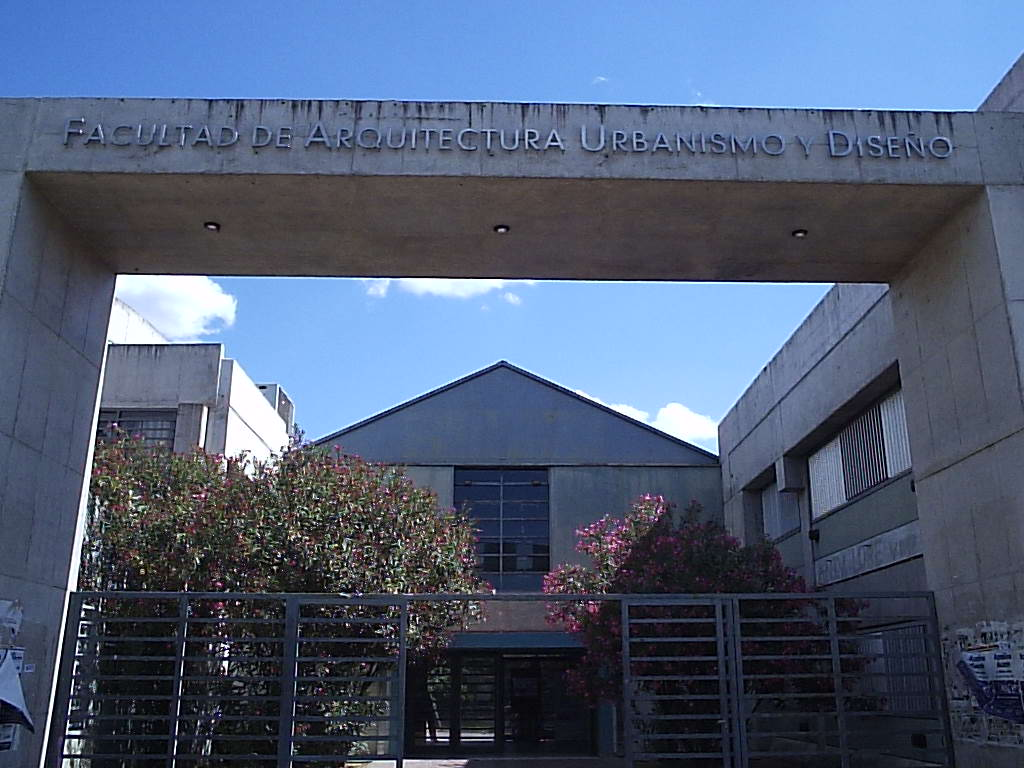
Pórtico y fachada del edificio.

Las incumbencias profesionales a que habilita el título de Arquitecto son muy amplias e incluyen, entre otras:
- Proyectar, dirigir y ejecutar la construcción de edificios pensados según su función, conjuntos de edificios y los espacios que ellos conforman, con su equipamiento e infraestructura y de otras obras destinadas al hábitat humano.

- Proyectar, calcular, dirigir y ejecutar la construcción de: estructuras resistentes correspondientes a obras de arquitectura, instalaciones complementarias correspondientes a obras de arquitectura, proyectar, dirigir y ejecutar obras de recuperación, renovación, rehabilitación y refuncionalización de edificios.

- Diseñar, proyectar, dirigir y ejecutar la construcción del equipamiento interior y exterior, fijo y móvil, destinado al hábitat del hombre, incluyendo los habitáculos para el transporte de personas.

- Realizar estudios, proyectar y dirigir la ejecución de obras destinadas a la concreción del paisaje.

- Efectuar la planificación arquitectónica y urbanística de los espacios destinados a asentamientos urbanos.

- El campo laboral, en función de todas las tareas para las que está capacitado, permite al arquitecto para que pueda desempeñarse como:

- Profesional independiente, individualmente o en equipo.

- En relación de dependencia con organismos del Estado en los campos afines: obras públicas, control de obras probadas, institutos de la vivienda, turismo, patrimonio histórico-cultural, oficina técnica de reparticiones, etc.

- Docente universitario, terciario y secundario.

- En investigación y postgrado.

- Funcionario público responsable o asesor, en estamentos de gobierno.

- En el campo privado relativo a la arquitectura y a la construcción, en todas sus facetas ( industria, comercio, servicio, etc.)

#### Diseño Industrial
La estructura del plan de estudios  1990 para  la carrara de DISEÑO INDUSTRIAL  es la siguiente:

PLAN DE ESTUDIOS D I S E Ñ O  I N D U S T R I A L (012-90)'
'CURSO NIVELADOR'
304	INTRODUCCIÓN A LA PROBLEMÁTICA DEL DISEÑO Y SU EXPRESION
305	ESTRATEGIAS DE APRENDIZAJE
PRIMER AÑO
053-1 INTRODUCCION AL DISEÑO INDUSTRIAL
054-0 SISTEMAS DE REPRESENTACION I
055-8 MORFOLOGIA I
056-6 INTRODUCCION A LA TECNOLOGIA
058-2 MATEMATICAS
059-0 HISTORIA DE DISEÑO I
060-4 CIENCIAS HUMANAS
SEGUNDO AÑO
057-4 FISICA
061-2 DISEÑO INDUSTRIAL I
062-0 SISTEMAS DE REPRESENTACION II
063-9 MORFOLOGIA II
064-7 ERGONOMIA I
065-5 TECNOLOGIA I
067-1 HISTORIA DE DISEÑO II
TERCER AÑO
068-0 DISEÑO INDUSTRIAL II
069-8 MORFOLOGIA III
070-1 ERGONOMIA II
071-0 TECNOLOGIA II
089-3 INFORMATICA
CUARTO AÑO
072-8 DISEÑO INDUSTRIAL III
073-6 TECNOLOGIA III
074-4 LEGISLACION
075-2 TEORIA
El alumno debe cursar en total, dos materias electivas, las cuales pueden ser de Tercer o de Cuarto Año.
QUINTO AÑO
076 - DISEÑO INDUSTRIAL IV- TRABAJO FINAL
Se debe cursar un módulo de idioma opcional inglés o portugués-

El título habilita al profesional para actuar en los siguientes campos: Diseño, planificación y desarrollo de productos destinados a ser fabricados industrialmente, incluyendo todas sus modalidades; utensilios, instrumentos, artefactos, máquinas, herramientas, equipamientos, etc.
Asesoramiento empresarial y participación interdisciplinaria en equipos de proyectos y producción.
Confección de normas y patrones de uso de productos o sistemas de productos.
Arbitrajes y pericias en lo referente a leyes de diseño y modelos industriales. Tasaciones y presupuestos.
El campo laboral, en función de todas las tareas para las que está capacitado, permite que el diseñador Industrial pueda desempeñarse como:
- Diseñador independiente, individualmente o en equipo con otros profesionales.

- Diseñador de una o varias empresas industriales públicas o privadas.

- Investigador de productos de avanzada.

- Docente universitario, terciario o secundario.

- En la función pública, en campos afines; en campos afines: industria, comercio exterior, etc.

Asesor en el campo privado o público, relativo a proyectos y producción.

### Escuela de graduados
La Escuela de Graduados tiene a su cargo la organización, coordinación, evaluación y gestión de las actividades académicas y administrativas correspondientes al cuarto y quinto nivel de estudios universitarios.
Estos estudios y actividades se refieren a las actuales Carreras de Posgrado, Doctorados, Maestrías (Diseño Arquitectónico y Urbano, Gestión Ambiental del Desarrollo Urbano, Gestión y Desarrollo Habitacional) y Especialidades (Planificación y Diseño del Paisaje, Enseñanza de la Arquitectura y el Diseño, Tecnología Arquitectónica).
En esta propuesta concierne al Posgrado, tanto la gestión de Carreras como la generación –a través de Cursos, Talleres y Seminarios, de un espacio académico de actualización y perfeccionamiento profesional y docente.
La propuesta académica vigente en el año 2011 está dada por las siguientes Maestrías y Especializaciones.
MGADU. Maestría en Gestión Ambiental y Desarrollo Urbano. Director: Arq. Em. Raúl Halac.
MGYDH. Maestría en gestión y desarrollo Habitacional. Director: Prof. Arq. Em. Mario Forné
MDAU. Maestría en Diseño Arquitectónico y urbano. Director: Prof. Arq. Esp. Julio Rivera Garat
MDPB. Maestría en Diseño de Productos Biomédicos. Director: Mg. Ing. Diego Antonio Beltramone
CESEAD. Especialización en Enseñanza de la Arquitectura y el Diseño. Director: Prof. Arq. Esp. Julio Rivera Garat
ETA. Especialización en Tecnología Arquitectónica. Director: Arq. Dr. Arturo Maristany
EPDP Especialización en Planificación y Diseño del Paisaje Directora: Arq. Alba Irene Di Marco.
Curso de Posgrado Diseño de Muebles (DIMU) Directores.:Arq. Jonny Gallardo, Arq. María José Verón
Curso de Posgrado Gestión Estratégica del Diseño (GEDi) Directores.:Arq. Jonny Gallardo, Arq. María José Verón

## Institución

### Departamentos del área académica
Cuenta con cuatro departamentos:
- Departamento de Arquitectura y Diseño
- Departamento de Morfología, Instrumentación e Informática Aplicada
- Departamento de Ciencias Sociales
- Departamento de Tecnología

### Autoridades
- Honorable Consejo Directivo: compuesto por 18 consejeros titulares y 18 suplentes.
- Decano, vicedecano, secretarios y coordinadores.

### Centro de Estudiantes
El Centro de Estudiantes de Arquitectura y Diseño Industrial, más conocido como CEADI por su sigla, tiene dos sedes, una en el edificio ubicado en Av. Vélez Sarfield y la principal en el edificio de Ciudad Universitaria. Actualmente, la conducción está a cargo de la agrupación "el Módulo FAUD" desde julio de 2016 habiendo ganado, ese mismo mes, las elecciones a la anterior conducción "Franja Morada" con el 54% de los votos.

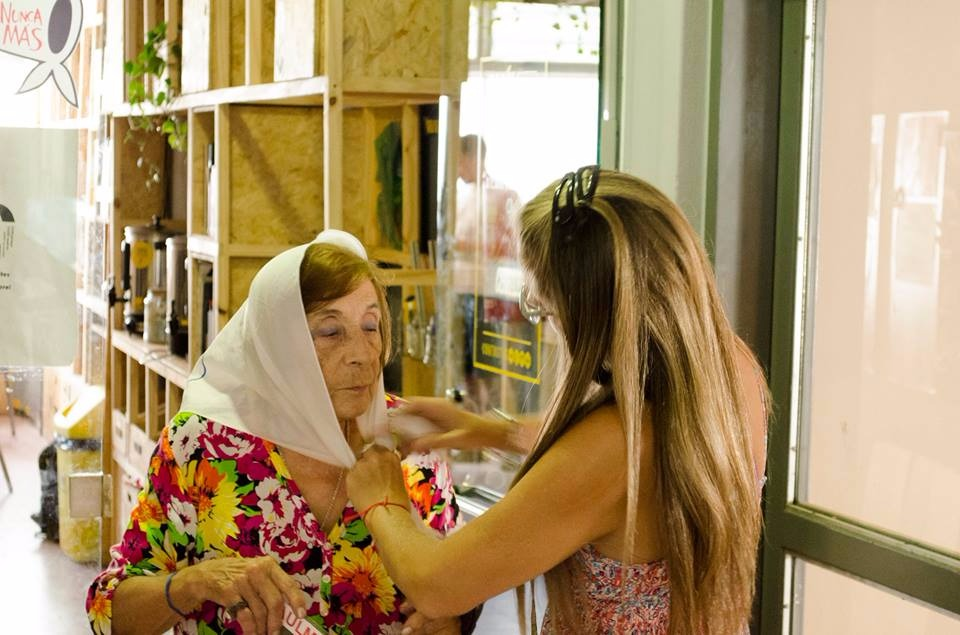
Sara Luján frente al CEADI con su hija Roxana Molina.

Desde la conducción del Módulo FAUD del CEADI impulsaron la iniciativa de nombrar el espacio físico del Centro de Estudiantes de ambas sedes "Raúl Mateo Molina Luján", en honor al expresidente de dos mandatos entre 1973 y 1975 del CEA (Centro de Estudiantes de Arquitectura) de la FAUD, quien fuera estudiante de la facultad, secuestrado en Cañada y 27 de abril de la ciudad de Córdoba el 5 de octubre de 1976 cuanto la Argentina estaba en ebullición, desaparecido y asesinado durante el período de la última Dictadura Cívico- Militar del país. 
Según el resultado de las elecciones estudiantiles 2016, las autoridades del CEADI son: 
- Presidente: Méndez Paula (Arq.)
- Secretario General: Scarpacci, Pedro (D.I.)
- Secretario Académico: Garzón, Alejandro (Arq.)
- Secretario Gremial: Urquiza, Gabriel (Arq.)
- Secretario de Finanzas: Ramos, Marcelo (Arq.)
- Secretario de Deportes: Moscone, Agustín (D.I.)
- Secretario de Extensión: Barros, Tomás (D.I.)
- Secretario de Prensa y Difusión: Scarpacci, Juan (Arq.)
- Secretario de Bienestar Estudiantil: Espósito, Facundo (Arq.)

### Secretarías
Cuenta con las siguientes secretarías:
- Académica
- De asuntos estudiantiles
- De extensión
- General
- De Investigación

### Otras oficinas
*Despacho de Estudiantes: Actualmente cuenta con un único local en el Ala Norte de la sede de Ciudad Universitaria, con horarios de atención de lunes a jueves de 9 a 12 y 15.30 a 18.30.

- Oficialía

- Departamento de publicaciones

## Biblioteca
Cuenta con la biblioteca "Mario Fernández Ordóñez" en dos sedes, una por cada edificio y cuenta con libros y publicaciones relacionadas con la arquitectura y el diseño.